# The Gregory Brothers
The Gregory Brothers são um grupo musical com estilos de "Country & Soul, Folk & Roll."
Membros incluem Michael Gregory na bateria e vocal, Andrew Rose Gregory na guitarra e vocal, Evan Gregory no teclado e vocal, e Sarah Fullen Gregory (mulher de Evan) no baixo e vocal. São famosos pela criação de vídeos e clipes de sucesso repentino na internet, tais como o Bed Intruder Song.